# Глюкометр

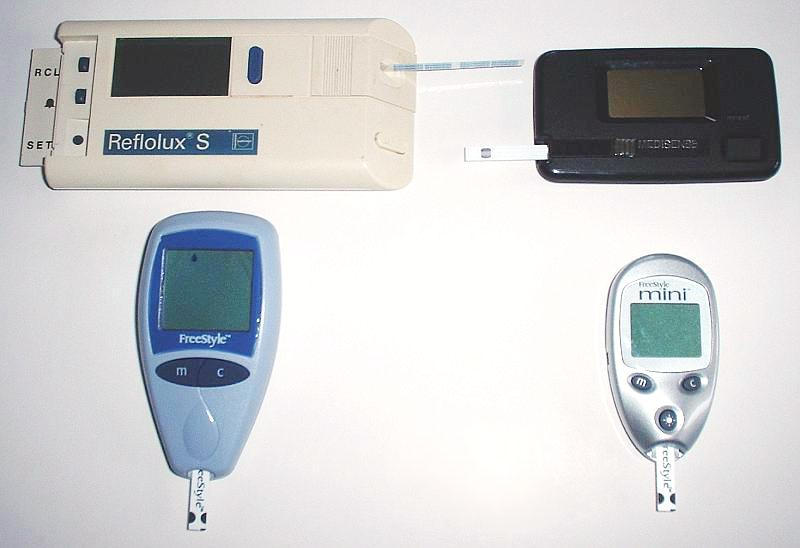
Портативні прилади для вимірювання концентрації глюкози в крові, зразка 1993-2005 рр. Суттєво зменшено об'єм проби крові та тривалість тесту (з 2 хвилин до 5 секунд).

Глюкоме́тр — прилад для вимірювання концентрації глюкози в біологічних  рідинах (крові, лікворі, тощо).

## Спектр застосування
Глюкометри застосовуються з метою  визначення  концентрації глюкози крові пацієнтів в закладах охорони здоров'я та в домашніх умовах. Глюкометри не є приладами для діагностики цукрового діабету. На основі отриманих вимірювань робиться висновок про стан вуглеводного обміну людини, що полегшує самоконтроль над захворюванням.
Глюкоза в організмі утворюється при розщепленні вуглеводів. Всмоктується в тонкому кишечнику. Основним, але не єдиним джерелом, є продукти харчування. Нормоглікемією слід вважати концентрацію глюкози у венозній плазмі від рівня 3,9 ммоль/л (відповідає критеріям Американської діабетичної асоціації) до 6 ммоль/л (відповідає критеріям Всесвітньої організації охорони здоров’я).
Рівень глюкози в крові залежить від:
- раціону харчування людини;
- фізичного навантаження;
- стану ендокринної системи.

Зниження рівню глюкози (гіпоглікемія) загрожує енергетичним голодуванням клітин, особливо небезпечне для клітин головного мозку. Надлишок концентрації глюкози (гіперглікемія) сприяють руйнуванню тканин нирок, ока, серця, судин, нервової системи.
Зазвичай, глюкометри використовуються хворими на цукровий діабет, що дозволяє своєчасно коригувати дієту та дозу лікарських препаратів, щоб запобігти виникненню ускладнень. Тестові смужки для контролю глікемії у новонароджених з малою вагою тіла при народженні використовуються для попереднього аналізу, до отримання результату лабораторного дослідження.

## Історична довідка
Тест-смужки "Декстростикс", які створив  Ернест Адамс, поступили в продаж  у 1965 році. Краплю крові, нанесену на відповідну зону з глюкозооксидазою, пероксидазою, хромогенним субстратом, за хвилину змивали під проточною водою, а потім оцінювали інтенсивність зміни кольору паперу.
Згодом компанія  Ames запустила в виробництво прилад, що точно вимірював інтенсивність зміни забарвлення смужок  Dextrostix. Патент № 4055175 від 25 жовтня 1977 року Відомства з патентів і товарних знаків США (USPTO) на ім'я Антона Хуберта (Тома) Клеменса і Роберта Уестона Маєрса. Придбати його мали можливість лише лікарі.
У 1980 році підприємець Тед Доан (Ted Doan) і лікар-ендокринолог Майкл Міллер (Michael Miller) створюють компанію LifeScan, під брендом якої у 1985 році було налагоджено виробництво перших портативних персональних глюкометрів. Рік потому LifeScan викупила американська холдингова компанія Johnson & Johnson, яка з 1992 року почала випускати глюкометри під своєю маркою.
Розробка першого портативного апарату для вимірювання цукру крові «Глюкофот» на теренах колишнього Радянського Союзу проводилось наприкінці 80-х років минулого сторіччя в Києві науково-виробничим об’єднанням «Оріон».
Натепер на вітчизняному ринку представлено близько 30 видів портативних апаратів.
Український варіант приладу[джерело?] розроблений  кандидатом фізико-математичних наук, старшим науковим співробітником Ужгородського Національного університету,  винахідником Петром Бобоничем. Принцип дії полягає у інфрачервоному скануванні частини тіла з кровоносними судинами (мочка вуха, палець, кінчик носа тощо). Давач побудований на основі світлодіодів. За результатами Всеукраїнського конкурсу «Винахід-2006» Бобонич П. П. отримав диплом за третє місце в абсолютній номінації за неінвазійний глюкометр. Неінвазійним глюкометром, який він розробив, цікавились в Сінгапурі, Китаї, Ізраїлі, США, Канаді, Росії та багатьох інших країн.
Американський варіант приладу виконаний фірмою «SugarTrack». Давач побудований на основі лазерних діодів.
Український аналог дешевший американського і надійніший. Крім того, необережне поводження з лазерними діодами може пошкодити зір.

## Види приладів
За принципом дії розрізняють фотометричні та електрохімічні прилади.
- фотометричні - встановлюють зміну кольору тест-зони, яка виникає внаслідок реакції глюкози з речовиною-реагентом, нанесеною на тест-смужку. Відносяться до апаратів першого покоління.
- електрохімічні - визначають коефіцієнт глікемії відповідно до величини току, що з'являється під час реакції глюкози крові з речовиною-реагентом тест-смужки.

Останнє десятиріччя науковці працюють над проблемою неінвазивного засобу контролю глікемії. Частково це питання вирішено використанням окремих видів інсулінових помп. У 2016 році вчені Техаського університету заявили про розроблення біосенсора для вимірювання цукру в поті, а британська компанія Nemaura Medical сертифікувала пластир sugarBEAT, що визначає рівень глюкози тканинної рідини шкіри та кожні п’ять хвилин передає результати вимірювань на смартфон або смарт-годинник.

## Технічні характеристики
Параметри приладу виробник вказує в інструкції:
- Точність - відповідно до ISO 15197 глюкометри повинні забезпечувати результати від ± 15% від лабораторного стандарту для концентрації більше за 100 мг/дл або ± 15 мг / дл для концентрацій нижче за 100 мг/дл в 95%. На точність може впливати порушення правил використання приладу або прийом лікарських засобів. Перевірити точність можна виконав поспіль 3 вимірювання та порівняв результати. Коливання не повинні перевищувати 10%. Також можна порівняти результат, отриманий за допомогою глюкометра з лабораторним тестом. Якщо рівень цукру не перевищує 4,2 ммоль/л - показник глюкометру повинен відповідати ± 0,8 ммоль/л від лабораторного показника. Допустимою вважається похибка до 20%.
- Діапазон показань концентрації глюкози - від 1,1 ммоль/л до 33,3 ммоль/л.
- Витратні матеріали - тест-смужки. Використовуються тест-смужки того ж виробника, що й глюкометр.
- Швидкість розрахунку - від 4 до 10 сек.
- Одиниці виміру - ммоль/л або мг/дл.
- Пам'ять - від 10 та більше вимірювань.
- Кількість необхідної крові - 0,6 - 2 мкл.

Додаткові функції -  усереднення результатів, автоматичне кодування, голосовий супровід, підсвічування, будильник, синхронізацію даних з комп’ютером, тощо.